# 2004年夏季奥林匹克运动会乒乓球比赛
2004年夏季奥林匹克运动会的乒乓球比赛从8月14日－23日在加拉特斯奥林匹克体育馆举行，共有172位运动员角逐4个项目的金牌。此次比賽，張怡寧在女子單打比賽中奪冠，為中國代表團獲得夏季奧林匹克運動會第100枚金牌。韓國選手柳承敏在男子單打決賽中爆冷擊敗中國選手王皓，打破了中國選手連續兩屆對乒乓球金牌的壟斷。高禮澤/李靜組合為香港獲得參與奧運以來的第二枚獎牌。

## 奖牌榜
| 項目             | 金牌                 | 银牌                     | 铜牌                   |
| 男子單打（詳細） | 柳承敏（韩国）       | 王皓（中国）             | 王励勤（中国）         |
| 女子單打（詳細） | 张怡宁（中国）       | 金香美（朝鲜）           | 金景娥（韩国）         |
| 男子雙打（詳細） | 马琳／陈玘（中国）   | 李静／高礼泽（中国香港） | 梅兹／图格威尔（丹麦） |
| 女子雙打（詳細） | 王楠／张怡宁（中国） | 李恩实／石银美（韩国）   | 郭跃／牛剑锋（中国）   |

## 各国奖牌榜
| 排名                     | 国家 / 地区              | 金牌 | 銀牌 | 銅牌 | 总计 |
| ------------------------ | ------------------------ | ---- | ---- | ---- | ---- |
| 1                        | 中国（CHN）              | 3    | 1    | 2    | 6    |
| 2                        | 韩国（KOR）              | 1    | 1    | 1    | 3    |
| 3                        | 中国香港（HKG）          | 0    | 1    | 0    | 1    |
| 3                        | 朝鲜（PRK）              | 0    | 1    | 0    | 1    |
| 5                        | 丹麦（DEN）              | 0    | 0    | 1    | 1    |
| 总计（共5个国家 / 地区） | 总计（共5个国家 / 地区） | 4    | 4    | 4    | 12   |

## 外部連結
- 【乒乓王国】国球奥运：2004年雅典奥运会（页面存档备份，存于）